# Marek IV
Marek IV – patriarcha Koptyjskiego Kościoła Ortodoksyjnego od roku 1348 do 1363.